# Mehmet Ali Ağca
Venska DaMehmet Ali Ağca, född 9 januari 1958 i İsmailli, Malatya, Turkiet, är en turkisk man som den 13 maj 1981 förövade ett attentat mot påven Johannes Paulus II på Petersplatsen i Rom. Ağca hade tidigare varit medlem i den turkiska nationalistiska ungdomsrörelsen Grå vargarna.
Ağca dömdes till livstids fängelse i Italien men benådades 2000. Han återvände sedan till Turkiet, där han dömdes för mord på en turkisk journalist Abdi Ipekci. Ağca frisläpptes den 12 januari 2006. Turkiets högsta domstol rev dock den 20 januari upp beslutet, och Ağca fick återvända till fängelset. Han frisläpptes slutgiltigt den 18 januari 2010.
Den 27 december 1983 besökte Johannes Paulus II Ağca i Rebibbiafängelset i Rom och förlät honom.

## 2010-talet och senare
Sedan Ağca blev frisläppt från fängelset i Istanbul, har han börjat förbereda sig för att skriva en ny bibel.